# Уэнделл и Уайлд
«Уэнделл и Уайлд» (англ. Wendell and Wild) — американский кукольный мультфильм в жанрах тёмного фэнтези и комедии ужасов режиссёра Генри Селика по сценарию самого Селика, Джордана Пила, Кигана-Майкла Кея и Клэя Маклеода Чэпмэна. Это был первый полнометражный фильм Селика после «Коралины в Стране Кошмаров» (2009).
Производством мультфильма занимались компании Monkeypaw Productions, Gotham Group и Principato-Young Entertainment. Главных персонажей мультфильма озвучивают Джордан Пил и Киган-Майкл Кей. Мультфильм вышел 
28 октября 2022 года на Netflix.

## Сюжет
Двум коварным братьям-демонам, Уэнделлу и Уайлду Сандерсам, предстоит столкнуться со своим заклятым врагом — изгоняющей демонов монахиней Сестрой Хэлли и двумя её подручными — подростками-готами Кэт и Раулем.

## В ролях
- Джордан Пил — Уэнделл
- Киган-Майкл Кей — Уайлд
- Лирик Росс — Кэт
- Серелл Стрикленд — Кэт в детстве
- Анджела Бассетт — Сестра Хелли
- Джеймс Хонг — Отец Бестс
- Винг Рэймс — Баффало Белзер
- Сэм Зелайя  — Рауль
- Тамара Смарт — Шивон Клаксон
- Гари Гейтвуд — Делрой Эллиот
- Габриэль Деннис — Вильма Эллиот
- Максин Пик — Ирмгард Клаксон
- Дэвид Хэрвуд — Лейн Клаксон
- Игал Наор — Манберг
- Сима Вирди — Слоан
- Рамона Янг — Свити
- Натали Мартинес — Марианна
- Танту Кардинал — Мисс Хантер
- Мишель Мариана — сестра Дейли / сестра Чинстрап
- Ник Тарабей — Фавзи

## Разработка
3 ноября 2015 года сообщалось о том, что Генри Селик занимается разработкой «Уэнделл и Уайлд», полнометражного кукольного мультфильма с участием Джордана Пила и Кигана-Майкла Кея по оригинальному сюжету самого Селика. 9 марта 2017 года Пил выразил заинтересованность в создании ещё одного фильма о своём персонаже из шоу «Кей и Пил», Уэнделле Сандерсе, созданного на основе музыкального видео «Сила крыльев» (англ. The Power of Wings). Фильм под названием «Уэнделл знакомится со Средиземьем» (англ. Wendell Meets Middle-Earth) будет рассказывать о существовании Уэнделла в фэнтезийном мире, присутствие которого ему нравится видеть в своей жизни. 14 марта 2018 года фильм был приобретён Netflix.

### Музыка
4 июня 2020 года Брюно Куле был утверждён в качестве композитора мультфильма.

### Анимация
15 июня 2020 года создание фильма производилось удалённо, а ведущий сценарист и актёр озвучания Джордан Пил объяснил, что у него «был настоящий взрыв при работе с Генри Селиком и творческой группой „Уэнделл и Уайлд“. Я не могу дождаться, когда вы увидите этот фильм».

## Выход
6 ноября 2018 года Netflix объявил о том, что мультфильм выйдет в 2021 году.